# Серпокрилець сибірський
Серпокрилець сибірський (Apus pacificus) — вид птахів родини серпокрильцевих (Apodidae).

## Поширення
Вид поширений у Східній Азії. Ареал гніздування простягається на північ від Сибіру до Камчатки та Японії, на південь до Аннама, В'єтнаму, Таїланду та Мянми. Він також гніздиться на островах Тайвань, Хайнань і Ланьюй, а ймовірно у філіппінській провінції Батанес. Географічно ізольована популяція також розмножується в передгір'ях Гімалаїв і на пагорбах Ассаму в Індії.
Поява трьох різних підвидів з різними міграційними схемами в деяких частинах Південно-Східної Азії ускладнює визначення часу міграцій і точного розташування зимовель. Номінальна форма є далеким мігрантом, гніздиться у Східній Азії та зимує в Індонезії, Меланезії та Австралії. Сибірські популяції залишають зону розмноження з серпня до середини вересня і повертаються в травні. Міграційна поведінка ізольованих популяцій підвиду A. p. leuconix в передгір'ях Гімалаїв, найкращою інтерпретацією є, можливо, класифікація як осілого птаха з тенденцією до широких міграційних переміщень по всьому Індійському субконтиненту. Підвид A. p. kanoi, що гніздиться на Тайвані і в південно-східному Тибеті, — це мігрант на короткі відстані, який спостерігався зимівлею на Філіппінах, Індонезії та Малайзії. Далі на південь розмножується підвид A. p. cookie — осілий птах.

## Підвиди
- Apus pacificus cooki (Harington, 1913)
- Apus pacificus kanoi (Yamashina, 1942)
- Apus pacificus leuconyx (Blyth, 1845)
- Apus pacificus pacificus (Latham, 1802)